# 이수용 (군인)
이수용(李秀勇, 1942년 ~ )은 대한민국의 제22대 해군참모총장을 지낸 군인이다.

## 생애
1942년 일제강점기 말 전라남도 나주에서 태어났다. 해군사관학교 입교 이후 1함대사령관, 해군사관학교장, 해군작전사령관 등을 역임하였으며, 해군작전사령관 시절 해군참모총장에 임명되었다. 해군참모총장 임기 시절 이지스 구축함 건조사업이 진행되었다. 현재 성우회 고문으로 활동하고 있다.